# إليزابيث أليكسيفنا
إليزابيث أليكسيفنا (الروسية: Елизавета Алексеевна) هي زوجة الإمبراطور ألكسندر الأول إمبراطور روسيا وكانت إمبراطورة روسيا سابقا، ولدت في 24 يناير من عام 1779 في بادن وتوفيت في 16 مايو من عام 1826 في بيليف، عُرِفَتْ الإمبراطورة إليزابيث أليكسيفنا بشدة جمالها وهدوئها بحسب أقوال الذين عاصروها وكذلك كانت من الذين ساعدوا الإمبراطور ألكسندر الأول في الحروب النابليونية. تعلمت اللغة الروسية وأصبحت أرثذوكسية قبل زواجها من الإمبراطور ألكسندر الأول.